# Kitwood
Kitwood – osada w Anglii, w hrabstwie Hampshire, w dystrykcie East Hampshire. Leży 24 km na wschód od miasta Winchester i 79 km na południowy zachód od Londynu.